# Comprimario

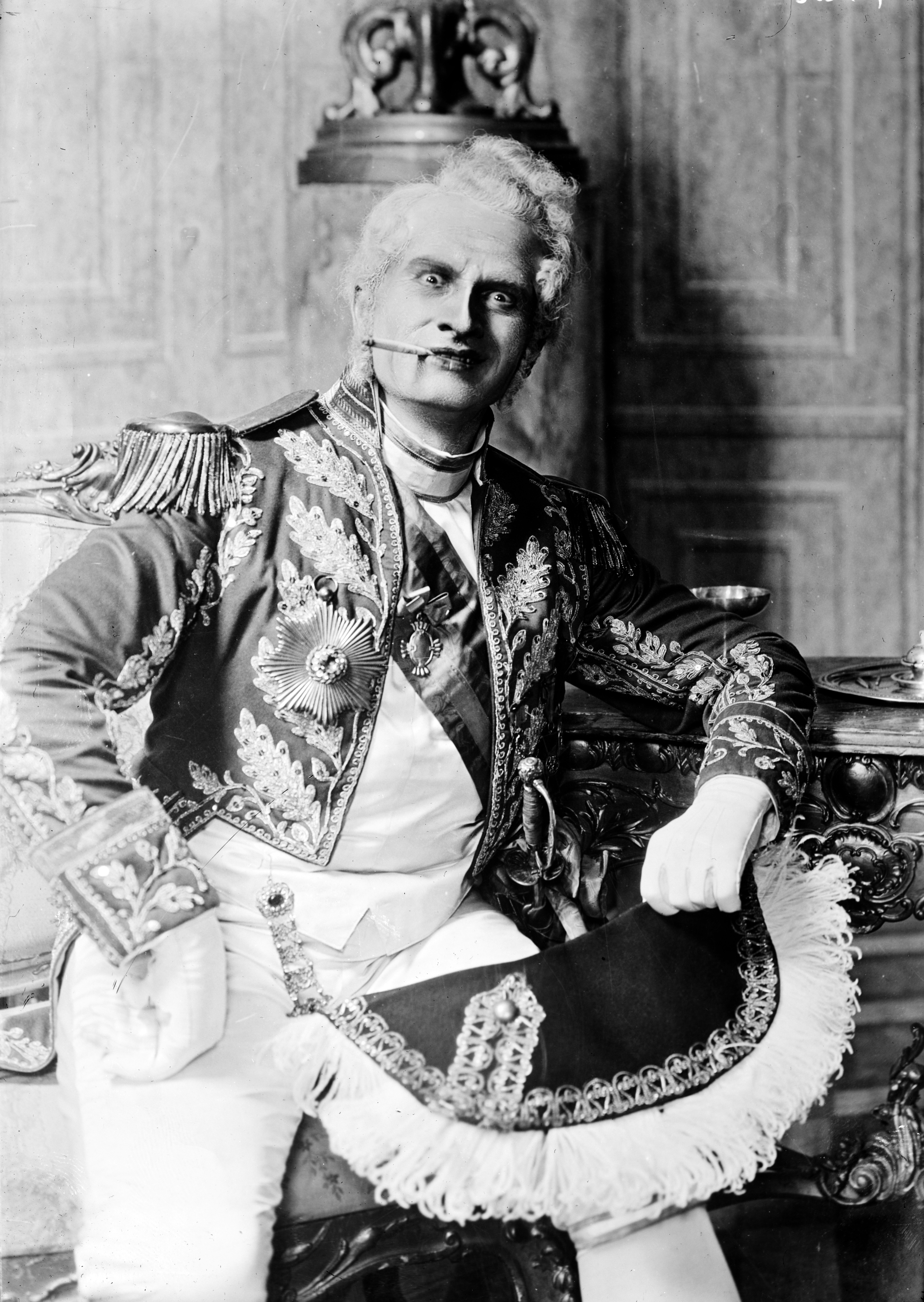
Le chanteur d'opéra polonais Adamo Didur (1874-1946) qui fit ses débuts en tant que comprimario.

Un comprimario est un petit rôle de soutien dans un opéra (ou le chanteur qui chante ces rôles). Le mot est dérivé de l'italien " con primario " ou "avec le primaire", ce qui signifie que le rôle comprimario  n'est pas un rôle principal. Le terme fait généralement référence aux personnages qui ne chantent pas d'airs complets ni de longues scènes (bien que les personnages muets qui ne chantent pas du tout ne soient pas considérés comme des comprimari ). 
Beaucoup de chanteurs ont commencé leur carrière en tant que chanteurs comprimario ; beaucoup d'autres terminent ainsi leur carrière lorsqu'ils deviennent trop infirmes pour assumer de longs rôles; certains ont fait carrière en chantant de tels rôles. Parmi ces derniers figurent des chanteurs tels qu'Anthony Laciura, Jean Kraft, Nico Castel et Charles Anthony du Metropolitan Opera

## Quelques rôles decomprimarinotables
Dans certains opéras, il y a des comprimari notables comme Antonio et Barberine dans Les Noces de Figaro, l'orateur, les deux hommes en armure et deux des prêtres dans La Flûte enchantée, le sergent de police et Ambrogio dans le Barbier de Séville, le gardien de prison du comte Monterone, l'épouse du comte Ceprano, le page et Giovanna la nourrice dans Rigoletto, le messager d’Aida, le comte Lerma et la voix du ciel dans Don Carlo, le veilleur de nuit dans Les Maîtres chanteurs de Nuremberg, le berger de Tristan et Isolde, le timonier du Vaisseau fantôme, le médecin et les apparitions de Macbeth, le juge d’Un ballo in maschera, l'oiseau de la forêt de Siegfried, les quatre seigneurs qui conspirent avec Friedrich von Telramund de Lohengrin,  les premier et deuxième prisonniers de Fidelio, l'officier de police et le notaire du Chevalier à la rose, l'officier de police et Chtchelkalov de Boris Godounov, le fabricant de perruques d’Ariane à Naxos, le greffier des mariages de Madame Butterfly, le mandarin de Turandot, la servante d'Oreste d’Elektra, et Frasquita et Mercédès de Carmen .